# 에디 디아스

에디 하비에르 디아스(Eddy Javier Díaz, 1971년 9월 29일 ~ )은  베네수엘라의 전 야구 선수이다.

## 한국 프로 야구 시절
일본 프로야구에서 3년 만에 3할 30홈런으로 일본에서 성공했던 디아즈는 2003년 SK 와이번스와 계약하여 공수면에서 만점 활약을 펼쳤다. 또, 특히 유격수를 제외한 모든 내야 포지션을 소화할 수 있는 멀티플레이어로서 활약하며 2003년 SK 와이번스가 포스트시즌에 진출하는데 공을 세운다.
시즌 후 가치를 인정받은 디아즈는 2004년 시즌 도중 퇴출된 엔젤 페냐의 대체 선수로 한화에 입단했으나    sk에서의 만큼의 기량을 발휘하지 못하며 재계약에도 실패하고 시즌 후 방출된다.